# Publius Licinius Calvus Esquilinus
Publius Licinius Calvus Esquilinus entstammte dem römischen Plebejergeschlecht der Licinier und war 400 und 396 v. Chr. Konsulartribun.

## Leben
Laut der Filiationsangabe der Fasti Capitolini führten sowohl der Vater als auch der Großvater des Publius Licinius Calvus Esquilinus ebenfalls das Pränomen Publius. Der römische Geschichtsschreiber Titus Livius, der die Hauptquelle zum Leben des Licinius Calvus darstellt, benutzte für seinen Bericht wohl das Werk des Annalisten Gaius Licinius Macer, der offensichtlich Fälschungen der historischen Wahrheit zugunsten der Vermehrung des Ruhmes der ältesten Vertreter seiner gens, den Liciniern, vornahm. Mehrere von Livius zu Licinius Calvus gemachte Angaben, die in Widerspruch zu anderen Quellen stehen und von der modernen Altertumswissenschaft als unhistorisch abgelehnt werden, deuten auf eine solche Interpretation. So behauptet Livius etwa, dass die gleichnamigen Konsulartribunen von 400 und 396 v. Chr. Vater und Sohn gewesen seien, während die Fasti Capitolini beide Tribunate nur einem Licinius Calvus zuordnen, welche letztere Version als historisch richtig betrachtet wird.
Ferner gibt Livius fälschlicherweise an, dass Licinius Calvus, als er 400 v. Chr. zum Konsulartribunen aufrückte, als erster Plebejer dieses hohe Staatsamt bekleidet habe. Vielmehr hatten es in Wirklichkeit von Anfang an auch Plebejer inne. 400 v. Chr. sei Licinius Calvus laut Livius bereits ein relativ alter Senator gewesen, der seine Wahl nach einer Überlieferung der Popularität seines patrizischen Bruders und vorjährigen Konsulartribunen Gnaeus Cornelius Cossus zu verdanken hatte, nach einer abweichenden Version hingegen einer von ihm gehaltenen vermittelnden Rede, die von Patriziern und Plebejern gleichermaßen begrüßt worden sei. Der Althistoriker Friedrich Münzer glaubt, dass Livius beide Varianten beim Annalisten Licinius Macer vorfand. Die erstere Version dürfte eher zutreffen  und Licinius Calvus als Halbbruder des einflussreichen, 401 v. Chr. zum dritten Mal zum Konsulartribunen gewählten Gnaeus Cornelius Cossus der Sohn einer Patrizierin gewesen sein. Dies könnte auch das Faktum erklären, dass 400 v. Chr. erstmals zwei Drittel der amtierenden sechs Konsulartribunen Plebejer waren: Die Patrizier hätten in diesem Fall Licinius Calvus als vierten Plebejer in diesem obersten Magistratskollegium akzeptiert, da er ihnen zumindest halbbürtig war.
398 v. Chr. gehörte Licinius Calvus möglicherweise einer römischen Gesandtschaft zum Orakel von Delphi an. Zwei Jahre später, 396 v. Chr., wurde er zum zweiten Mal Konsulartribun. Laut Livius habe er nach seiner Wiederwahl, als jene seiner fünf früheren Amtskollegen ebenfalls gesichert schien, die Übernahme dieses Postens aus Altersgründen abgelehnt – was nach nur vier Jahren wenig plausibel erscheint – und den dann auch angenommenen Vorschlag gemacht, stattdessen seinen jungen Sohn zu wählen. Auch alle seine früheren Amtskollegen wären wieder Mitglieder des höchsten Beamtengremiums geworden. Diese Erzählung stimmt zu Livius’ früherer Angabe, Licinius Calvus sei beim Antritt seines ersten Konsulartribunats bereits recht bejahrt gewesen. Sie steht aber sowohl im Widerspruch zu den Fasti Capitolini, laut denen Licinius Calvus sehr wohl ein zweites Mal amtierte, als auch zu den von Livius selbst für die Jahre 400 und 396 v. Chr. angegebenen Namenslisten der jeweiligen sechs Konsulartribunen, gemäß denen nur drei von ihnen wiedergewählt wurden. Der ganze Bericht dürfte auf eine von Licinius Macer verfälschte Darstellung der Wahl zurückgehen.
Während Licinius Calvus’ zweitem Konsulartribunat eroberte und zerstörte der Diktator Marcus Furius Camillus die mit Rom rivalisierende Etruskerstadt Veji. Angeblich fragte er kurz vor dem Fall der Stadt beim Senat an, wie er die zu erwartende Beute zu verteilen habe. Die Senatoren seien geteilter Meinung gewesen. Licinius Calvus, der von seinem (angeblich als Konsulartribun amtierenden) Sohn als Erster um seine Meinung gefragt worden sei, habe den Standpunkt vertreten, dem Volk solle bekanntgegeben werden, dass jeder, der wolle, zur Beuteverteilung nach Veji kommen könne, während Appius Claudius Crassus Inregillensis (Konsulartribun 403 v. Chr.) eine solche Großzügigkeit abgelehnt und für eine Auszahlung der Beute als Sold an die Krieger plädiert habe. Die Ansicht des Licinius Calvus soll sich dann durchgesetzt haben. Die Leute hätten aber weder dem Diktator noch dem Senat dafür Dank gezollt, sondern nur dem Geschlecht der Licinier, denn in ihren Augen sei der populäre Beschluss, dass alle Anteil an der Beute erhalten sollten, ausschließlich durch die Initiative des alten Licinius Calvus und seines Sohnes zustande gekommen. Dass als Erster ein Plebejer befragt wurde, widerspricht der Geschäftsordnung des Senats und ist wohl ebenso tendenziöse Erfindung wie die erstaunliche Erkundigung des Camillus beim Senat wegen der Beuteverteilung. Die Behauptung, dass die Licinier hauptverantwortlich für die Ausschüttung der Beute an das ganze Volk waren, scheint wieder auf Licinius Macer als livianische Quelle hinzudeuten. Dieser Historiker dürfte im Übrigen Vertreter der patrizischen Familie der Claudier als plebejerfeindlich charakterisiert haben wie etwa bei der eben geschilderten Darstellung des Appius Claudius als Gegenspieler des volksfreundlichen Licinius Calvus.